# شيكولت جرامي
شيكولت جرامي (باللاتينية: Sphaerichthys osphromenoides)، (بالإنجليزية: Chocolate gourami)‏ موطنها الأصلي جنوب شرق أسيا ويصل طولها 6 سم وهي سمكة حساسة ومناسبة لهواة السمك ذوي الخبرة فقط ولونه بني مثل الشيكولاته وبه خمس خطوط رأسية صفراء وخط أفقي يمتد من الخط الرأسي الأول حتى الخط الرأسي الأخير.